# Гуидо ван Росум
Вижте пояснителната страница за други личности с името Гуидо.
Гуидо ван Росум (на нидерландски: Guido van Rossum) е нидерландски програмист, по-известен като създателя на програмния език Python.
Роден и отраснал в Холандия. Завършва магистратура по математика и компютърни науки в Амстердамския университет през 1982 г.
През декември 1989 г. започва работа по Python, както самият той казва като „хоби програмен проект“. Целта му е била да напише интерпретатор на нов скриптов език, изхождащ от ABC.
През 2002 г. е награден с „Награда за свободен софтуер 2001“ на FSF по време на FOSDEM 2002 г. в Брюксел, Белгия.
През декември 2005 г. е нает от Google, за да работи върху Python.
През 2009 година се отказва от ръководството на проекта Python.
От януари 2013 г. работи за Dropbox.